# Scaptesyle dichotoma
Scaptesyle dichotoma är en fjärilsart som beskrevs av Edward Meyrick 1886. Scaptesyle dichotoma ingår i släktet Scaptesyle och familjen björnspinnare. Inga underarter finns listade.